# Rasmus Meyer
Rasmus Meyer (født 9. maj 1982) er forstander for Krogerup Højskole. Han var 2023-2025 formand for Trivselskommissionen.

## Karriere
Rasmus Meyer voksede op i Herstedvester og er sproglig student fra Rødovre Gymnasium i 2001.
Han var formand for Danske Gymnasieelevers Sammenslutning (DGS) 2001/02.
Han studerede sociologi med bachelorgrad (2007) fra Roskilde Universitets Center. Fra 2007 læste han overbygningsuddannelsen på The New School for Social Research i New York, hvorfra han blev master i 'sociology' i 2009. I 5 måneder i 2008 arbejdede han som 'deputy field organizer' på Obama-kampagnen. Han har haft et højskoleophold på Testrup Højskole på skrivelinjen i 2004. Han har været kampagnechef og politisk rådgiver i Socialistisk Folkeparti (2009-13), undervist i tænketanken Cevea og på Politikens Kritikerskole (2017) og været sekretariatschef og direktør i Dansk Socialrådgiverforening 2014-18.
Fra 1. august 2018 er Rasmus Meyer forstander på Krogerup Højskole i Nordsjælland. Han er gift med Lea Korsgaard, og de har tre sønner.
Meyer blev i 2023 formand for Trivselskommissionen, der blev nedsat for at udarbejde konkrete anbefalinger til at afhjælpe problemer med danske børn og unges mistrivsel.